# Josef Pröll (Widerstandskämpfer)
Josef Pröll (* 9. März 1911 in Augsburg; † 27. März 1984 ebenda) war ein deutscher Widerstandskämpfer gegen den Nationalsozialismus.

## Leben
Josef Pröll wurde als drittes von sieben Kindern geboren. Seine Eltern waren Michael Pröll (geb. 18. Sept. 1871, gest. 1925) und Maria Pröll (9. Juni 1883–25. Februar 1944, geb. Schaller). Der Vater war Textilarbeiter, die Mutter Hausfrau. Für sie gab es keine Möglichkeit, einen Beruf auszuüben. Die Familie lebte in der Augsburger Werkssiedlung Stadtbachquartier am Rande des Existenzminimums. „Die Kinder vom Stadtbach mussten zum Betteln gehen und Holz in den Wäldern sammeln. Das war eine elende Not und in mir hat es schon früh gegärt.“ Nach dem Tod von Vater Michael Pröll hatte es die Mutter schwer, ihre Kinder alleine zu ernähren. Mit 14 Jahren arbeitete Josef in einer Textilfabrik als Aufstecker und später dann als Weber, Notstandsarbeiter und nach dem Zweiten Weltkrieg als Kraftfahrer.
Schon als Jugendliche schlossen sich Josef, seine Brüder Fritz und Alois der KPD an und demonstrierten schon vor 1933 oft gegen die NSDAP. Josef Pröll wurde bei einer Demonstration in Augsburg in der Ulmer Straße in „Schutzhaft“ genommen und ohne Urteil mit fünf anderen ins Gefängnis Aichach gebracht, wo wegen der unmenschlichen Behandlung ein Hungerstreik organisiert wurde. Vom 5. Mai 1933 bis 20. Dezember 1935 war Josef Pröll im KZ Dachau (Häftlingsnummer 1216) inhaftiert. 1937 lernte er Anna Nolan kennen. Auch sie hatte politischen Widerstand geleistet und war wegen „Vorbereitung zum Hochverrat“ im Zuchthaus Aichach und im KZ Moringen. Ihr Vater wurde im KZ Dachau ermordet. Beide heirateten am 5. November 1938, obwohl das Aufgebot von den Behörden zurückgewiesen wurde. Am 1. September 1939 wurde Josef Pröll an seinem Arbeitsplatz erneut verhaftet, der erste Sohn Rudolf kam 16 Tage später zur Welt. Josef Pröll wurde inzwischen ins KZ Buchenwald überstellt (Häftlingsnummer 5591). Von dort ging er auf Transport ins KZ Natzweiler (Elsass), zusammen mit seinem Bruder Fritz, der zu dieser Zeit ebenfalls im KZ Buchenwald war. Die Transportpapiere aller Häftlinge, die bei diesem Transport dabei waren, waren mit dem Stempel „RU“ (Rückkehr unerwünscht) versehen. Im KZ Natzweiler hatte Josef Pröll die Häftlingsnummer 820.
Am 17. Dezember 1943 wurde Josef Pröll wieder zurück ins KZ Buchenwald gebracht (Häftlingsnummer 38935). Dort war er zusammen mit Willi Bleicher in der Effektenkammer tätig. Beide waren Mitglieder der Widerstandsbewegung in Buchenwald. Am 11. April 1945 wurde das KZ von den Amerikanern befreit. Seine beiden Brüder Fritz und Alois überlebten das Naziregime nicht. Fritz Pröll kam im KZ Mittelbau-Dora durch Suizid ums Leben. Sein Bruder Alois starb nach der Entlassung aus dem KZ Dachau infolge einer „Sonderbehandlung“ durch die Gestapo. Die Mutter Maria Pröll kam bei einem Bombenangriff auf Augsburg ums Leben.
Pröll war nach 1945 Gründungsmitglied der Vereinigung der Verfolgten des Naziregimes in Augsburg und bis zu seinem Tod aktiver ehrenamtlicher Gewerkschaftsfunktionär sowie Betriebsrat. Er engagierte sich besonders in der Friedensbewegung und in der Lagergemeinschaft Buchenwald. Er verstarb am 27. März 1984 in Augsburg.

## Gedenken
Über die Geschichte seiner Ursprungsfamilie drehte ihr Sohn, der Filmemacher Josef F. Pröll, 2002 den Dokumentarfilm Anna, ich hab Angst um dich.
Im Gegensatz zu den Brüdern Fritz und Alois, die beide in Konzentrationslagern zu Tode kamen, wurden für Josef Pröll und seine Mutter Maria keine Stolpersteine verlegt, da das Kulturreferat der Stadt Augsburg dies 2017 ablehnte. Stattdessen wurden von Gunter Demnig Platzhalter verlegt. Am 25. Oktober 2021 konnte Demnig aber in Gersthofen unter offizieller Beteiligung der Schulleitung und des Bürgermeisters zwei Stolpersteine für Anna und Josef im Hof der Anna-Pröll-Mittelschule verlegen.